# Callochromis macrops
Callochromis macrops е вид бодлоперка от семейство Цихлиди (Cichlidae). Видът не е застрашен от изчезване.

## Разпространение и местообитание
Разпространен е в Бурунди, Демократична република Конго, Замбия и Танзания.
Обитава крайбрежията на сладководни басейни, и пясъчните дъна на реки.

## Описание
На дължина достигат до 13,5 cm.
Популацията на вида е намаляваща.